# Indywidualne Mistrzostwa Świata na Żużlu 1983
Indywidualne Mistrzostwa Świata na Żużlu 1983 – cykl turniejów żużlowych mających wyłonić najlepszych żużlowców na świecie. Tytuł wywalczył Egon Müller z RFN.
Po raz pierwszy w RFN odbywał się Finał Światowy (na stadionie Motodrom Halbemond w Norden), gdzie wystąpił Zenon Plech (piętnaste miejsce).

## Finał Światowy
- 4 września 1983 (niedziela),  Norden

| Msc. | Zawodnik          | Kraj              | Pkt |             |  |
| ---- | ----------------- | ----------------- | --- | ----------- |  |
| 1    | Egon Müller       | RFN               | 15  | (3,3,3,3,3) |  |
| 2    | Billy Sanders     | Australia         | 12  | (3,3,2,2,2) |  |
| 3    | Michael Lee       | Wielka Brytania   | 11  | (3,2,0,3,3) |  |
| 4    | Erik Gundersen    | Dania             | 10  | (3,0,2,3,2) |  |
| 5    | Kenny Carter      | Wielka Brytania   | 10  | (2,3,3,1,1) |  |
| 6    | Ole Olsen         | Dania             | 10  | (1,3,1,2,3) |  |
| 7    | Hans Nielsen      | Dania             | 9   | (2,2,2,3,d) |  |
| 8    | Dennis Sigalos    | Stany Zjednoczone | 8   | (2,1,3,0,2) |  |
| 9    | Karl Maier        | RFN               | 8   | (1,1,1,2,3) |  |
| 10   | Chris Morton      | Wielka Brytania   | 7   | (2,1,3,1,0) |  |
| 11   | Mitch Shirra      | Nowa Zelandia     | 7   | (1,2,2,0,2) |  |
| 12   | Lance King        | Stany Zjednoczone | 4   | (0,2,0,2,0) |  |
| 13   | Phil Collins      | Wielka Brytania   | 4   | (0,1,1,1,1) |  |
| 14   | Antonín Kasper    | Czechosłowacja    | 3   | (0,0,1,1,1) |  |
| 15   | Zenon Plech       | Polska            | 1   | (1,0,0,0,0) |  |
| 16   | Jiří Štancl       | Czechosłowacja    | 1   | (0,0,0,0,1) |  |
|      | rez. Peter Ravn   | Dania             | ns  |             |  |
|      | rez. Henny Kroeze | Holandia          | ns  |             |  |
|      | Petr Ondrašík     | Czechosłowacja    |     |             |  |